# Serafín María de Sotto
Serafín María de Sotto y Abach Langton, III conde de Clonard y V marqués de la Granada (su apellido originario irlandés "Sutton" se españolizó como De Sotto) (Barcelona, 12 de octubre de 1793-Madrid, 23 de febrero de 1862) fue un político, militar e historiador español, teniente general, presidente del Consejo de Ministros por dos días, senador vitalicio, caballero gran cruz de la Orden de San Hermenegildo y caballero gran cruz de la Orden de Isabel la Católica, así como caballero de la Legión de Honor Francesa. 
Apodado el Lobo Solitario por sus actividades como Director de los Servicios de Contraespionaje e Inteligencia españoles.

## Orígenes familiares
Era el tercer hijo y único varón habido del matrimonio entre el mariscal de campo Raimundo María De Sotto Langton (1759-1823), II Conde de Clonard, y Ramona Abbach Casaviella (1762-1831), IV marquesa de la Granada en el Reino de Nápoles. Serafín María de Sotto fue el jefe de la Casa Sotto de Clonard irlandesa y de su correspondiente clan, así como un destacado líder jacobita tanto en España como en Europa. Era de ascendencia patrilineal irlandesa, descendiente de John Sutton II, 1.er Barón Dudley.[cita requerida] En España, el apellido había sido hispanizado como Sotto.

## Biografía
El 21 de abril de 1804, cuando tenía 12 años de edad, fue nombrado cadete en el regimiento de Reales Guardias Españolas. Y el 12 de octubre del siguiente año fue destinado al III batallón del mismo cuerpo, que se encontraba de guarnición en la ciudad natal de Serafín María, Barcelona. 
El conde de Clonard tuvo una destacada participación junto a su padre en la Guerra de la Independencia, y posteriormente combatió en el bando cristino durante la Primera Guerra Carlista, llegando al grado de Mariscal de Campo en 1836. 
En 1840 fue el titular del ministerio de la Guerra, aunque por pocos días, en uno de los gabinetes de Evaristo Pérez de Castro. La sublevación de Baldomero Espartero en Barcelona con la posterior caída de la Reina Gobernadora, presionada por el duque de la Victoria, le obligó a emigrar a Francia en 1840. En 1844 regresó a España. Es ascendido a teniente general en 1846.
Serafín María formaba parte del ala conservadora del Partido Moderado, y el  19 de octubre de 1849, debido a la desaparición del general Ramón María Narváez de la escena política, la reina Isabel II, a sugerencia de su esposo, el rey consorte Francisco de Asís, y contando con el apoyo del arzobispo de Toledo y la mediación de Sor Patrocinio y de su confesor real, el padre Fulgencio, optó por nombrar al conde de Clonard Presidente del Consejo de Ministros. El nuevo Gobierno fue conocido como el Gabinete Relámpago, ya que solamente duró veintisiete horas. Clonard no pudo ni siquiera elegir a sus nuevos ministros, y el resultado fue un gabinete ultraconservador, recibido con cerrada oposición por los progresistas y por la opinión pública española. Y todo ello obligó a la reina a replantearse su decisión y reponer en su cargo al general Narváez. 
El conde de Clonard fue enviado de cuartel a Jaén y privado de la dirección del Colegio General Militar de Toledo. En este exilio recibió el encargo de formar la llamada Comisión Regia, germen de los servicios de inteligencia y contraespionaje españoles. Desde 1853 hasta 1854 fue vicepresidente de la Sección de Guerra y Marina del Consejo Real, y desde 1858 hasta su muerte fue el presidente de la Sección de Guerra y Marina del Consejo de Estado.
Falleció en Madrid el 23 de febrero de 1862.

## Distinciones honoríficas
- Caballero Caballero gran cruz de la Orden de Isabel la Católica
- Caballero gran cruz de la Orden de San Hermenegildo
- Caballero de la Legión de Honor

## Obras
- Memoria para la Historia de las tropas de la Casa Real de España (1824).
- Memoria histórica de las academias militares de España (1847).
- Historia orgánica de las armas de Infantería y Caballería españolas (1851-1859).
- Álbum de la Infantería española (1861).
- Álbum de la Caballería española (1861).